# 이닝시

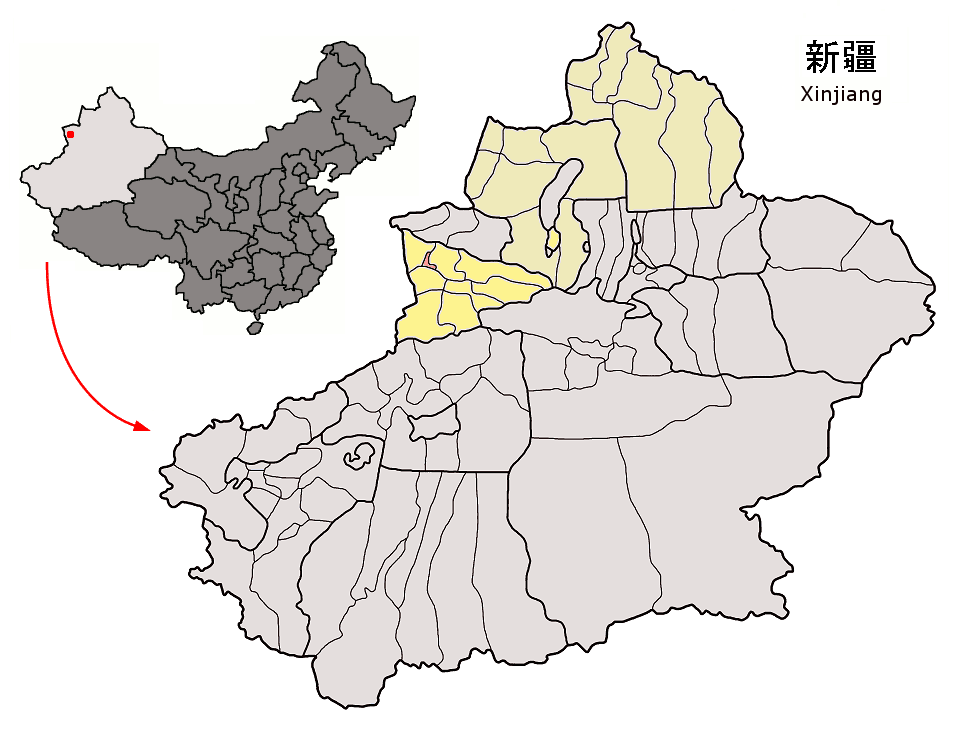
굴자 시의 위치

이닝시(위구르어: غۇلجا شەھىرى, 중국어: 伊宁市, 병음: Yīníng Shì)는 신장 위구르 자치구 이리 카자흐 자치주의 현급시이자 중심지이다. 굴자는 고대에 알마리크(Almalik)로 불렸다. 쿨자(Kulja)는 과거 이리 지역의 이름이기도 했다. 도시의 면적과 인구는 2004년 이전에 더 작았다. 인접한 독립된 행정 단위인 굴자 현으로부터 약 100km2의 면적의 두 개 향이 굴자 시로 옮겨 옴에 따라 더 커지게 되었다. 넓이는 629km2이고, 인구는 2007년 기준으로 450,000명이다.

## 지리
굴자는 중가리아 분지의 일리강(이리강) 북안에 위치하고 카자흐스탄의 국경과 인접해있으며 우루무치로부터 서쪽으로 710km 떨어져 있다. 이리강 계곡은 신장의 다른 어떤 부분보다도 습윤하여 목초지가 풍부하다. 굴자 시는 서쪽으로 훠청 현, 동쪽으로 이닝 현과 접하고 강 건너 남쪽으로 차부차얼 시버 자치현과 접한다.

### 기후
도시는 평균 해발고도 640m에 위치하고 있다. 연평균 기온은 8.4℃이고 연평균 강수량은 262mm이다.
| Yining (Gulja) (1971–2000)의 기후         | Yining (Gulja) (1971–2000)의 기후 | Yining (Gulja) (1971–2000)의 기후 | Yining (Gulja) (1971–2000)의 기후 | Yining (Gulja) (1971–2000)의 기후 | Yining (Gulja) (1971–2000)의 기후 | Yining (Gulja) (1971–2000)의 기후 | Yining (Gulja) (1971–2000)의 기후 | Yining (Gulja) (1971–2000)의 기후 | Yining (Gulja) (1971–2000)의 기후 | Yining (Gulja) (1971–2000)의 기후 | Yining (Gulja) (1971–2000)의 기후 | Yining (Gulja) (1971–2000)의 기후 | Yining (Gulja) (1971–2000)의 기후 |
| 월                                        | 1월                               | 2월                               | 3월                               | 4월                               | 5월                               | 6월                               | 7월                               | 8월                               | 9월                               | 10월                              | 11월                              | 12월                              | 연간                              |
| ----------------------------------------- | --------------------------------- | --------------------------------- | --------------------------------- | --------------------------------- | --------------------------------- | --------------------------------- | --------------------------------- | --------------------------------- | --------------------------------- | --------------------------------- | --------------------------------- | --------------------------------- | --------------------------------- |
| 일평균 최고 기온 °C (°F)                  | −2.1 (28.2)                       | 0.2 (32.4)                        | 9.0 (48.2)                        | 20.4 (68.7)                       | 24.8 (76.6)                       | 28.5 (83.3)                       | 31.0 (87.8)                       | 30.4 (86.7)                       | 25.8 (78.4)                       | 18.0 (64.4)                       | 8.7 (47.7)                        | 1.3 (34.3)                        | 16.3 (61.4)                       |
| 일평균 최저 기온 °C (°F)                  | −15 (5)                           | −12.2 (10.0)                      | −2.5 (27.5)                       | 5.8 (42.4)                        | 10.2 (50.4)                       | 14.0 (57.2)                       | 15.8 (60.4)                       | 14.1 (57.4)                       | 9.3 (48.7)                        | 2.9 (37.2)                        | −2.8 (27.0)                       | −9.5 (14.9)                       | 2.5 (36.5)                        |
| 평균 강수량 mm (인치)                     | 17.9 (0.70)                       | 19.1 (0.75)                       | 20.2 (0.80)                       | 28.0 (1.10)                       | 27.2 (1.07)                       | 28.5 (1.12)                       | 20.2 (0.80)                       | 14.2 (0.56)                       | 14.6 (0.57)                       | 26.1 (1.03)                       | 27.8 (1.09)                       | 25.0 (0.98)                       | 268.8 (10.57)                     |
| 평균 강수일수 (≥ 0.1 mm)                  | 8.1                               | 7.6                               | 8.1                               | 7.6                               | 8.6                               | 9.1                               | 8.1                               | 6.2                               | 4.4                               | 6.7                               | 7.4                               | 8.3                               | 90.2                              |
| 평균 상대 습도 (%)                        | 78                                | 78                                | 70                                | 55                                | 58                                | 59                                | 56                                | 54                                | 57                                | 66                                | 74                                | 78                                | 65                                |
| 평균 월간 일조시간                        | 159.7                             | 170.9                             | 213.8                             | 252.2                             | 291.5                             | 299.6                             | 327.4                             | 316.0                             | 274.8                             | 213.8                             | 168.6                             | 145.7                             | 2,834                             |
| 가능 일조율                               | 56                                | 58                                | 58                                | 63                                | 64                                | 65                                | 70                                | 73                                | 73                                | 68                                | 58                                | 53                                | 64                                |
| 출처: China Meteorological Administration |                                   |                                   |                                   |                                   |                                   |                                   |                                   |                                   |                                   |                                   |                                   |                                   |                                   |

## 역사

### 역사의 지명 기록
13세기부터 15세기까지 알마리그로 알려진 차가타이 칸국의 지배하에 있었다. 또다른 몽골 제국 중가르는 이 지역을 수도로 삼아 세워졌다. 19세기와 20세기 초반에 쿨자라는 단어가 종종 이리 강 분지의 중국측 부분 전체와 두 개의 주요 도시를 부르는 이름으로 러시아인들과 서양인들 사이에서 사용되었다.
1911년 브리태니커 사전의 용례는 상당히 독특하다. 사전은 쿨자를 러시아와 국경을 접한 "중국 북서부 영토"와 이리 분지를 둘러싼 산맥 및 이 지역의 두 개의 주요 도시로 정의했다.
- 쿨자(오늘날의 이닝) 또는 더 구체적으로 구 쿨자(어떤 곳에서는 타란치 쿨자로 부르기도 한다)는 이 지역의 상업 중심지이다.
- 수이둔(오늘날의 수이딩 진) 또는 더 구체적으로 신 쿨자, 만주 쿨자 또는 이리(어떤 곳에서는 중국 쿨자로 부르기도 한다)는 중국의 요새이자 이 지역의 수도이다.

수이딩은 이닝에서 북서쪽으로 40km 떨어져 있고 오늘날의 훠청 현이다.

### 청나라
굴자는 1851년에 무역을 위해 이 지역을 개방한 청나라와 러시아간의 쿨자 조약이 체결된 장소이다.
1864~1866년에 도시는 둥간 혁명의 전투로부터 심각한 피해를 입었다. 도시와 이리 강 분지의 나머지는 야쿱 벡의 독립적인 카슈가르 통치기간인 1871년에 러시아인들에게 빼앗겼다. 청나라는 이리 조약으로 이 영토를 회복하였다.

### 중화인민공화국
굴자는 1954년에 자치주의 주도가 되었다.

## 경제
굴자는 이리 강 계곡의 주요 도시이자 농업 시장, 상업 중심지이다. 차와 소를 교역하는 오래된 상업 중심지이자 여전히 광대한 가축 사육 지역이다. 과수원과 석탄, 철, 우라늄 광산이 주변에 있다.

## 인구
| 민족       | 인구    | 비율   |
| ---------- | ------- | ------ |
| 위구르족   | 269,771 | 47.24% |
| 한족       | 209,082 | 36.61% |
| 후이족     | 41,864  | 7.33%  |
| 카자흐족   | 28,204  | 4.94%  |
| 시버족     | 5,659   | 0.99%  |
| 우즈베크족 | 4,829   | 0.85%  |
| 몽골족     | 2,505   | 0.44%  |
| 만주족     | 2,186   | 0.38%  |
| 러시아족   | 813     | 0.14%  |
| 타타르족   | 565     | 0.10%  |
| 기타       | 5,644   | 0.99%  |

## 행정 구역
8개 가도, 1개 진, 8개 향을 관할한다.
- 가도변사소: 萨依布依街道, 墩买里街道, 伊犁河路街道, 喀赞其街道, 都来提巴格街道, 琼库勒克街道, 艾兰木巴格街道, 解放路街道.
- 진: 巴彦岱镇.
- 향: 英也尔乡, 汉宾乡, 塔什库勒克乡, 哈尔墩乡, 托格拉克乡, 克伯克于孜乡, 潘津乡, 达达木图乡.